# Il mistero di Hunter's Lodge
Il mistero di Hunter's Lodge è un racconto incluso in Poirot indaga, la prima raccolta di racconti di Agatha Christie con protagonista il piccolo e geniale investigatore belga Hercule Poirot, pubblicato per la prima volta nel Regno Unito nel 1924.

## Trama
Hercule Poirot è a letto con l'influenza quando lui e Arthur Hastings ricevono la visita del signor Roger Havering, il figlio minore di un baronetto, che si è sposato con un'attrice. L'uomo ha ricevuto la mattina un messaggio da parte della moglie in cui c'è scritto che Harrington Pace, lo zio di Roger che vive con loro, è stato assassinato, e che quindi deve tornare subito a casa portandosi dietro un investigatore. Dato che l'investigatore è impossibilitato ad uscire di casa, Hastings prende il suo posto e si reca con Havering nel Derbyshire. Il signor Pace, fratello della madre di Havering, possedeva un isolato capanno da caccia nelle brughiere del Derbyshire. Al loro arrivo, Hastings e Havering trovano l'ispettore Japp, chiamato anche lui sul posto. Mentre Havering si sottopone ad alcune domande, Hastings parla con la governante, la signora Middleton, che gli racconta che un uomo barbuto è arrivato la sera prima, per parlare con il signor Pace. Le due donne erano fuori della stanza in cui si trovavano Pace e lo sconosciuto quando all'improvviso hanno sentito degli spari. La porta della stanza era chiusa dall'interno ma c'era una finestra aperta, quindi le due donne sono riuscite ad entrare e dentro vi hanno trovato il corpo senza vita di Pace, ucciso con un colpo di pistola sparato da una delle due armi che erano in mostra nella stanza, che poi è sparita, insieme all'uomo barbuto. La signora Middleton va a chiamare la signora Havering, che conferma a Hastings la storia della governante. Japp conferma anche l'alibi del signor Havering, che è stato visto al suo club a Londra, ma ben presto la pistola mancante viene ritrovata a Ealing. Hastings racconta tutto a Poirot tramite lettere, ma l'investigatore sembra interessato solo ai vestiti indossati dalla governante e dalla moglie di Havering, e manda poi via telegramma l'ordine di arrestare subito la signora Middleton, che però sparisce prima che Hastings possa fare qualcosa. Dopo indagini approfondite si scopre che nessun elemento può provare realmente l'esistenza della donna, né dall'agenzia dalla quale era stata presentata agli Havering, né sul modo in cui aveva raggiunto il capanno di caccia isolato. Una volta che Hastings è tornato a Londra, Poirot gli espone la sua teoria: la signora Middleton non è mai esistita, era la signora Havering che fingeva di essere la governante. Nessuno, a parte la coppia, può affermare di avere visto le due donne insieme contemporaneamente. Havering era andato a Londra portandosi dietro una delle due pistole che ha poi buttato, mentre la signora Havering ha sparato allo zio del marito con l'altra pistola, che poi ha rimesso a posto. Japp ammette che la teoria è molto credibile, ma senza nessuna prova non può fare niente; gli Havering ereditano quindi la fortuna dello zio, ma la giustizia divina si mette in azione e i due muoiono in un incidente aereo.

## Edizioni
- Agatha Christie, Il mistero di Hunter's Lodge, traduzione di Lidia Lax, collana Oscar Mondadori, Mondadori, 2006,  p. 236, ISBN 88-04-51610-0.